# Musculus rectus abdominis

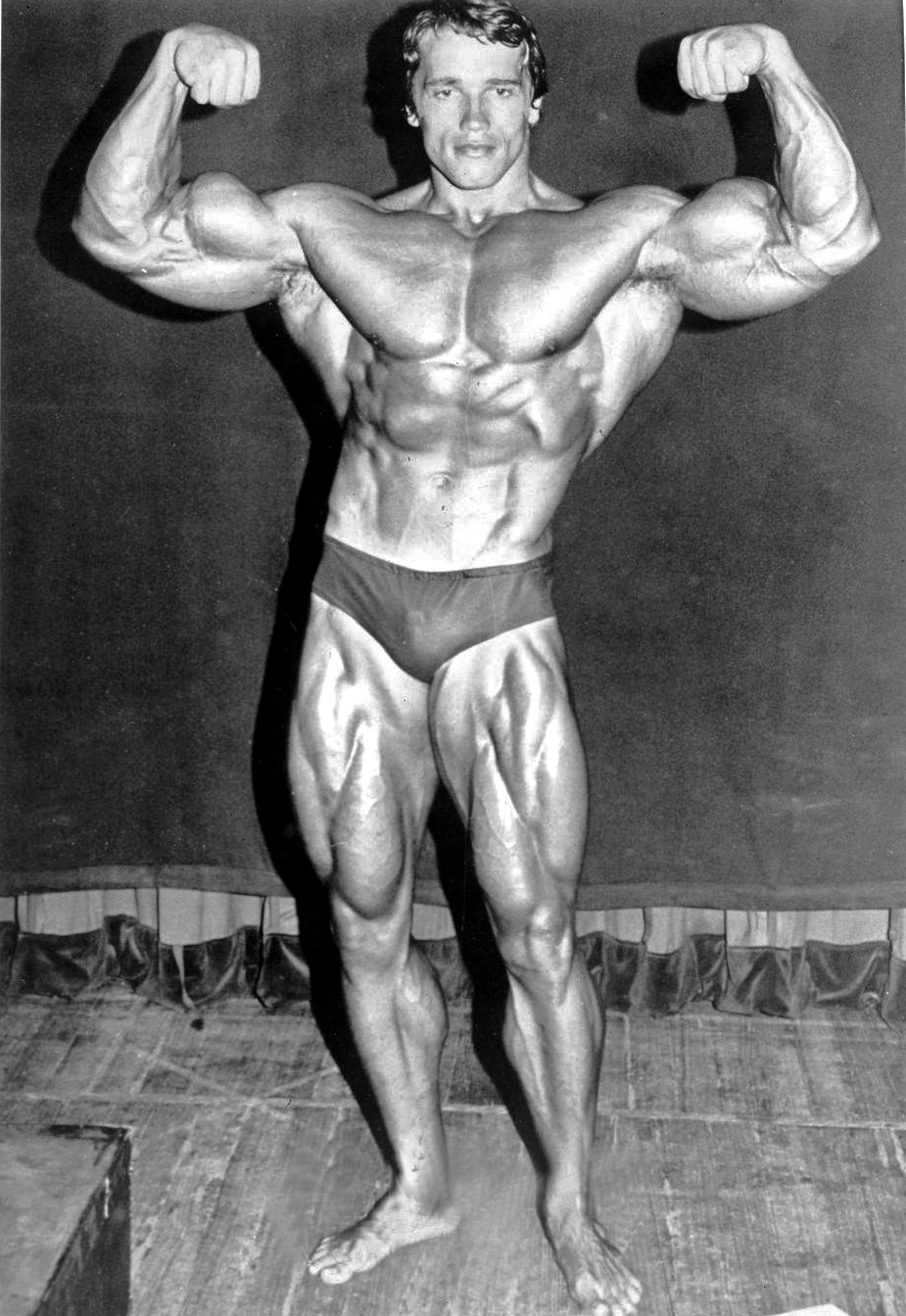
Angespannte Muskulatur beim Bodybuilder Arnold Schwarzenegger im Jahr 1974, darunter auch der musculus rectus abdominis (gerade Bauchmuskel).

Der Musculus rectus abdominis (lateinisch für gerader Bauchmuskel) ist ein Skelettmuskel und gehört zur Gruppe der Bauchmuskeln. Er beginnt am Brustkorb, wo er an der Vorderfläche des fünften bis siebten Rippenknorpels und am Schwertfortsatz (Processus xiphoideus) des Brustbeins entspringt. Er zieht in zwei Bahnen bis zum Becken herunter. Dort ist er am oberen Schambeinast zwischen Schambeinfuge und Schamhöcker (Tuberculum pubicum) angewachsen.
Der gerade Bauchmuskel ist durch drei bis vier Zwischensehnen (Intersectiones tendineae) unterteilt, so dass sich bei gut ausgebildeter Muskulatur und kaum vorhandenem Unterhautfettgewebe ein sogenannter „Waschbrettbauch“ zeigt. Zwischen dem linken und rechten Musculus rectus abdominis befindet sich als Mittellinie die Linea alba („weiße Linie“) als derbe Bindegewebsnaht des Bauches. Ein Auseinanderweichen der beiden Muskeln im Bereich der Linea alba wird als Rektusdiastase bezeichnet. Oberhalb des Nabels liegt der Muskel vollständig innerhalb der sogenannten Rektusscheide, die aus Aponeurosen der seitlichen Bauchmuskeln besteht. Der obere Anteil des Muskels ist hauptsächlich am Knorpel der fünften Rippe befestigt. 
Manchmal gibt es nur ein oder zwei Zwischensehnen unterhalb des Bauchnabels. Sehr selten fehlen die Zwischensehnen völlig.

## Variation
Der Musculus sternalis kann eine Variation des großen Brustmuskels oder des geraden Bauchmuskels sein. Einige Fasern sind manchmal mit den Ligamenta costoxiphoidea und mit der Seite des Processus xiphoideus verbunden.

## Funktion
Der Musculus rectus abdominis ist ein wichtiger Haltungsmuskel. Der gerade Bauchmuskel sorgt dafür, dass der Brustkorb in Richtung Beine gezogen und der Rumpf dadurch gebeugt wird. Bei fixiertem Oberkörper wird andererseits der vordere Beckenrand angehoben. Werden sowohl Oberkörper wie Becken fixiert, dient die Anspannung des Muskels der Unterstützung der Bauchpresse. Der Muskel hilft auch bei der Atmung und spielt eine wichtige Rolle bei kräftigem Ausatmen, das kann nach körperlichen Übungen und auch bei Zuständen mit erschwertem Ausatmen wie Emphysemen beobachtet werden. Antagonist ist der Musculus erector spinae.

## Blutversorgung
Der gerade Bauchmuskel hat viele arterielle Zuflüsse. Die Arteria epigastrica inferior und Vene (oder Venen) verlaufen selbständig auf der hinteren Fläche des M. rectus Abdominis, treten in die Rektusscheide bei der Linea semicircularis ein und versorgen den unteren Teil des Muskels. Die Arteria epigastrica superior, ein Endast der Arteria thoracica interna, versorgt den oberen Anteil mit Blut. Schließlich kommen zahlreiche kleine Zuflüsse aus den unteren sechs vorderen Interkostalarterien.